# Monopeltis leonhardi
Monopeltis leonhardi är en ödleart som beskrevs av  Werner 1910. Monopeltis leonhardi ingår i släktet Monopeltis och familjen Amphisbaenidae. Inga underarter finns listade i Catalogue of Life.